# Karl von Pohnert

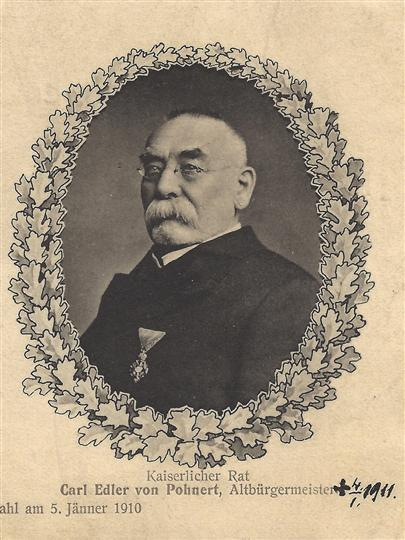
Abbildung des Politikers Karl Edler von Pohnert

Karl Edler von Pohnert (* 12. Mai 1832 in Brüx als Karl Aloys Pohnert; † 4. November 1911 ebenda) war Bürgermeister der Stadt Brüx, Landtagsabgeordneter und kaiserlicher Rat.

## Leben
Pohnert wurde 1832 in Brüx als erster Sohn des Bürgers und Bauern Franz Anton Pohnert (* 7. Juni 1803 in Mohr bei Podersam; † 25. August 1865 in Brüx) und dessen Gattin Johanna Unger (* 22. Oktober 1792 in Brüx; † 18. Mai 1863 ebenda) geboren. Sein Vater wurde als Nachfolger für seinen Schwiegervater in den Stadtrat gewählt. Über ihn ist er mit Ludwig Pohnert, Professor in Wien, verwandt.
Nach Absolvierung des Gymnasiums studierte er Pharmazie und ließ sich als geprüfter Apotheker in Brüx nieder. 1862 wurde er erstmals in die Gemeindevertretung gewählt, 1868 schließlich in den Stadtrat. 1877 wurde er als Kandidat der Fortschrittspartei zum Bürgermeister gewählt. Er versah dieses Amt bis zum Jahre 1910. Seitens der Regierung wurde Pohnert für sein Engagement mehrfach ausgezeichnet. Anlässlich der Beendigung der Arbeiten über die Grundsteuerregulierung wurde er mit dem Ritterkreuz des Franz-Joseph-Ordens ausgezeichnet. Nachdem der Neubau des Kreisgerichtes abgeschlossen war, wurde er in den Adelsstand mit dem Prädikat Edler von Pohnert erhoben. Das Ehrenbürgerrecht der Stadt Brüx erhielt er 1902 für sein rasches und umsichtiges Handeln während der sogenannten Schwemmsand-Katastrophe. Außerdem wurde ihm der Titel kaiserlicher Rat verliehen.
1885 wurde Pohnert bei den Reichsratswahlen für den Stadtwahlbezirk Saaz-Postelberg-Brüx-Oberleutensdorf-Bilin-Görkau mit 798 der 1004 abgegebenen Stimmen als Reichsrat gewählt. Er trat aus gesundheitlichen Gründen im Jahre 1886 von diesem Amt zurück. An seine Stelle trat Wilhelm Pichler aus Jechnitz.
1911 verstarb er in Brüx und wurde unter großer Anteilnahme beigesetzt.
Pohnert war seit dem 16. November 1858 mit Anna Edle von Pohnert geb. Zeppel verheiratet. Die Ehe blieb kinderlos.

## Auszeichnungen
- 1880: Ritterkreuz des Franz-Joseph-Ordens
- 1902: Ehrenbürger der Stadt Brüx